# Симонки
Симонки — деревня в Пермском районе Пермского края. Входит в состав Фроловского сельского поселения.

## Географическое положение
Расположена на правом берегу реки Быковка примерно в 30 км к востоку от административного центра поселения, села Фролы, и в 32 км к юго-востоку от центра города Перми.

## Население
| 2008 | 2010 |
| ---- | ---- |
| 8    | ↗26  |

## Улицы[2]
- Ключевая ул.
- Ключевой пер.
- Новосёлов ул.
- Подлесная ул.
- Придорожная ул.
- Садовая ул.
- Целинная ул.

## Топографические карты
- Лист карты O-40-78 Серга. Масштаб: 1 : 100 000. Состояние местности на 1983 год. Издание 1984 г.